# さらわく丸
さらわく丸（さらわくまる）は、太平洋戦争中に日本で建造された戦時標準型タンカー。船主・運航は三菱汽船。

## 船歴
本船は、第一次戦時標準船1TM型の8番船として、三菱重工業横浜造船所で建造された。1943年7月12日に起工し、1943年10月14日に進水し、1943年11月20日に竣工した。船名の「さらわく丸」は三菱汽船所有船の「石油産出地名＋丸」という命名慣例に沿っており、ボルネオ島にある石油産出地、ミリが所在するサラワク州に由来する。竣工と同時に民需用が建前の船舶運営会使用船となり、軍の徴用を受けないまま軍事輸送に従事する陸軍配当船に指定され、陸軍配当船番号5091番が付与された。
公試の後門司に移動したさらわく丸は、12月13日に特設運送船(給油船)第二小倉丸（日本石油、7,311トン）、応急タンカー第3伏見丸（増田合名所有/三井船舶運航、4,292トン）、貨物船ばたびあ丸（大阪商船、4,393トン）、1K型戦時標準貨物船日鈴丸（日産汽船、5,396トン）、特設運送船広田丸（日本郵船、2,922トン）等輸送船14隻と共に、高雄行きの第121船団を編成し、第33号掃海艇、駆逐艦汐風の護衛を受けて門司を出港。しかし、17日夜、沖縄本島南方洋上を航行中、船団は米潜水艦アスプロ(USS Aspro, SS-309)に発見される。2226、北緯24度10分 東経124度40分 / 北緯24.167度 東経124.667度の地点でアスプロは大型タンカーとそれに隣接して航行している貨物船へ向けて艦尾発射管から魚雷を発射。魚雷2本は日鈴丸に向かってきたが、同船は回避に成功。しかし、さらわく丸ほかタンカー1隻に魚雷1本ずつが命中し、どちらも損傷した。汐風は爆雷20発を投下するも、アスプロを取り逃がしてしまう。20日、船団は高雄に到着する。その後、さらわく丸は27日にシンガポールのセレター軍港に到着し、第101工作部で修理を受ける。
修理完了後の1944年1月8日、さらわく丸は重油を積み込み、逓信省標準船TM型タンカー大鳥山丸（三井船舶、5,280トン）、特設運送船能代丸（日本郵船、7,189トン）、貨客船ろんどん丸（大阪商船、7,104トン）と共にヒ28船団を編成し、海防艦松輪の護衛でシンガポールを出港。16日0230、松輪が対潜掃討のために船団から分離する。船団は高雄に先行。2240に対潜掃討を終了した松輪が合流し、高雄を出港。17日2240、船団は門司に到着した。
積荷を降ろした後、3月1日に特設運送船北陸丸（大阪商船、8,365トン）、逓信省標準船B型貨物船改装の応急タンカー千代田丸（日本郵船、4,701トン）、応急タンカー愛宕丸（日本郵船、7,542トン）、海軍配当船で、逓信省標準船C型貨物船改装応急タンカー日達丸（日産汽船、2,859トン）等輸送船10隻と共にモタ07船団を編成し、駆逐艦天霧、第30号掃海艇の護衛を受けて門司を出港。4日1300、駆逐艦朝顔が合流。5日、朝顔が分離する。7日、北陸丸が機関故障により後落するも、後に復帰する。8日、台湾北方沖合で貨客船帝香丸（帝国船舶所有/大阪商船運航、8,009トン/旧仏船Cap Verlla）、貨物船山萩丸（山下汽船、5,429トン）が基隆へ向かうため分離。9日1440、船団は高雄に到着した。16日、1K型戦時標準船日置丸（日産汽船、5,320トン）、貨客船顕正丸（拿捕船/大阪商船委託、4,644トン/元英船Hinsang）等輸送船9隻と共にタサ10船団を編成し、特設砲艦長寿山丸（朝鮮郵船、2,131トン）の護衛を受けて高雄を出港。20日、日置丸他輸送船1隻が楡林に向かうため分離。21日、船団はカムラン湾に到着した。22日、船団はカムラン湾を出港し、23日1000にサンジャックに到着した。24日、顕正丸と共にサシ13A船団を編成し、護衛を受けずにサンジャックを出港。27日に船団はシンガポールに到着した。
4月8日、重油を積み込んださらわく丸は、大鳥山丸、姉妹船のあさなぎ丸（石原汽船、5,141トン）、第2日南丸（飯野海運、5,227トン）等輸送船6隻と共にヒ56船団を編成し、駆逐艦呉竹、水雷艇鳩、海防艦松輪の護衛を受けてシンガポールを出港。11日、船団はサンジャックに到着し、ヒ54船団と合流する。14日0800、船団はサンジャックを出港し、19日に高雄に寄港。24日1930に船団は門司に到着した。
積荷を降ろした後、5月3日に特設運送船(給油船)建川丸（川崎汽船、10,090トン）、大鳥山丸、特設運送船(給油船)日栄丸（日東汽船、10,020トン）等輸送船9隻と共にヒ61船団を編成し、空母大鷹、駆逐艦響、電、海防艦佐渡、第5号海防艦、第7号海防艦、第13号海防艦の護衛を受けて門司を出港。同日、朝顔が合流する。4日、2TL型戦時標準タンカー仁栄丸（日東汽船、10,241トン）が機関故障により高雄へ向かう。7日、朝顔が船団から分離し、高雄に向かう。8日朝、北緯19度19分 東経120度00分 / 北緯19.317度 東経120.000度のルソン海峡を航行中、船団は米潜ホー(USS Hoe, SS-258)に発見される。ホーは8,000トン級輸送船に対して魚雷を4本、4,000トン級タンカーに対して魚雷を2本発射。魚雷は2TL型戦時標準タンカーあかね丸（石原汽船、10,238トン）に命中してこれを撃破した。あかね丸は第7号海防艦の護衛で高雄に移動する。9日、船団はマニラに到着した。第7号海防艦は高雄を出港した後ミ03船団に合流してマニラまで護衛を行い、マニラでヒ61船団に合流した。11日、あ号作戦の準備のため、建川丸、日栄丸、特設運送船(給油船)で、1TL型戦時標準タンカーのあづさ丸（石原汽船、10,022トン）がバリクパパンに向かうべく分離。12日、船団はマニラ止まりの陸軍徴用船瑞穂丸（大阪商船、8,506トン）を分離し、海防艦倉橋を加えてマニラを出港。18日、船団はシンガポールに到着した。
23日、重油を積み込んださらわく丸は、大鳥山丸、能代丸、逓信省標準船TM型タンカー日南丸（飯野海運、5,175トン）等輸送船7隻と共にヒ62船団を編成し、空母大鷹、海防艦倉橋、佐渡、第5号海防艦、第7号海防艦、第13号海防艦の護衛を受けてシンガポールを出港。29日、船団はマニラに到着する。6月1日0400、船団はマニラを出港し、8日未明に六連島泊地に到着。後、0230に門司に到着した。船団はここで解散となり、さらわく丸は門司を出港。9日に厳島に到着した。積み荷を降ろした後の11日、厳島を出港して因島に到着。18日、因島を出港し、翌19日に宇品に到着した。
20日、さらわく丸は陸軍兵士444名を乗せて宇品を出港し、同日中に門司に到着。同日1930、大鳥山丸、第二日南丸、特設運送船(給油船)で1TL型戦時標準タンカーのみりい丸（三菱汽船、10,565トン）等輸送船11隻と共にヒ67船団を編成し、駆逐艦呉竹、急設網艦白鷹、海防艦平戸、倉橋、第5号海防艦、第13号海防艦、駆潜艇第63号駆潜艇の護衛を受けて門司を出港。29日、北緯17度13分 東経118度18分 / 北緯17.217度 東経118.300度のルソン島サンフェルナンド沖を航行中、船団は米潜バング(USS Bang, SS-385)に発見される。1517、バングは船団に向けて魚雷を5本発射。さらわく丸の左舷船首に魚雷1本が命中し、船首部分が大破、油槽1つが使用不能となる。輸送中の陸軍兵士3名が戦死し、23名が行方不明となる。また、みりい丸の左舷船橋下に魚雷1本が命中し、船首を深く沈めてしまう。それでも、2隻とも沈没は免れた。30日、駆逐艦朝顔、第2号海防艦が船団に合流。同日中に船団はマニラに到着し、さらわく丸は船団から分離。兵員を降ろした後カヴィテにある第103工作部に回航されて応急修理を受ける。
24日に応急修理が完了した後、さらわく丸は2TM型戦時標準タンカーせらむ丸（三菱汽船、2,858トン）がマニラで陸揚げした原油2,000トンを積み込み、8月7日に出港。16日、基隆に到着。20日、基隆を出港し、26日に門司に寄港した後、27日に岩国に到着して積荷を降ろし、輸送任務を完了した。油槽1つを失いながらも貴重な原油を輸送したこの行動はのちに運輸通信大臣から表彰された。28日、岩国を出港して、29日に神戸に到着。31日、神戸を出港。9月1日、第46号哨戒艇と合流し、護衛を受ける。3日、さらわく丸は横浜に到着し、生まれ故郷である三菱重工業横浜造船所にて修理をうける。

### ヒ87船団
修理を完了した後の12月21日、さらわく丸は横浜を出港し、24日に宇品に到着。27日、宇品を出港して28日に門司に到着。ヒ87船団に加わってシンガポールへ向かうこととなった。この時、1TM戦時標準タンカー26隻は大半が戦没しており、残る船はさらわく丸と特設運送船(給油船)たらかん丸（三菱汽船、5,136トン）、新潮丸（内外海運、5,136トン）の3隻のみとなっていた。そのうち、たらかん丸は1945年1月6日に米潜シーロビン(USS Sea Robin, SS-407)の雷撃により戦没してしまった。
31日、さらわく丸は給油艦神威、2TL型戦時標準タンカー宗像丸（昭和タンカー、10,045トン）、2TL型戦時標準タンカー光島丸等と共にヒ87船団を編成し、特攻機桜花を輸送する空母龍鳳や多数の護衛艦を伴って門司を出港。これが日本本土の見納めとなった。護衛として同行する駆逐艦時雨は、「呉の雪風、佐世保の時雨」と並び称された武勲艦でもあり、白露型駆逐艦最後の1隻だった。船団は米潜水艦を警戒して沿岸海域を航海し、朝鮮半島西岸から黄海を経て大陸沿岸を南下、台湾へ向かった。1945年1月3日、米軍機動部隊第38任務部隊の台湾空襲が開始され、船団は舟山群島北方泊地へ退避した。さらに泊地周辺でも空襲の気配があった為、4隻（龍鳳、時雨、浜風、磯風）に退避命令が出た。4日12時過ぎ、龍鳳以下は船団を離脱して嵊泗列島の泗礁山泊地に向かった。4隻は約1日避退したのち、6日11時にヒ87船団本隊と合流する。7日11時27分、船団は米潜ピクーダ(USS Picuda, SS-382)に襲撃されて宗像丸が損傷を受けた。13時、4隻（龍鳳、時雨、浜風、磯風）は船団から先行するよう命じられ、先に台湾の基隆へ向かう。基隆到着をもって時雨・浜風・磯風は龍鳳護衛任務を終え、龍鳳と分離して船団護衛に戻る。だが3隻はしばらく宗像丸の護衛に従事したため、先行した船団主力に追いつけなかった。
翌8日、濃霧のため中港泊地に停泊中だった浜風と2TL型戦時標準タンカー海邦丸（飯野海運、10,238トン）が衝突し、損傷した浜風は馬公に回航された。さらに海邦丸が故障により船団から脱落。船団は同日夜に高雄へ入泊した。高雄滞在中に米第38任務部隊艦載機の空襲を受けて船団に被害が出るが、さらわくに被害はなかった。ここでヒ87船団は編制替を行い、神威、さらわく丸を含むタンカー6隻と護衛の時雨、海防艦9隻の編成となる。10日、船団は高雄を出港するも、途中でタンカー2隻が故障により高雄に反転する。15日、ヒ87船団は香港で再び米軍第38任務部隊艦載機の空襲を受ける。この空襲で、さらわく丸は至近弾と機銃掃射により損傷する。翌16日にも空襲があり、神威が大破、タンカー2隻が沈没するなど大きな損害を出した。アメリカ機動部隊跳梁を前に大船団を航行させると危険と判断した上層部は、ヒ87船団を二つに分割する。さらわく丸はヒ87A船団唯一の輸送船となり、時雨、海防艦干珠《旗艦》、三宅、第13号海防艦の護衛を受けて海南島の楡林を目指すことになった。17日夜、ヒ87A船団は香港を出港。19日に楡林で第7護衛船団司令部が下船し、以後は干珠艦長の指揮下にシンガポールを目指した。また、さらわく丸には陸軍兵士440名が乗船した。20日1900、船団は楡林を出港し、接岸南下航路をとった。21日、新潮丸が高雄にて空爆を受けて戦没し、さらわく丸が唯一残存する1TM型戦時標準タンカーとなった。22日、船団は米軍の哨戒機に発見されてしまう。

### 時雨沈没
1945年（昭和20年）1月24日早朝、時雨以下ヒ87A船団はタイランド湾、マレー半島東岸を速力12ノットで航行していた。船団はさわらく丸を中心に、さわらく丸の前方1.5kmに旗艦干珠、さわらく丸の左舷（右舷）1.5kmに時雨（三宅）、さわらく丸後方1.5kmに第13号海防艦が配置されていた。この時、船団は米潜ブラックフィン(USS Blackfin, SS-322)、同ベスゴ(USS Besugo, SS-321)に発見されていた。また同海域は米潜水艦の跳梁する難所としてシンガポール方面の日本軍は航行しないよう心得ていたのだが、ヒ87A船団はその事を知らされていなかった。0700前、水深60m、風速4m、波浪小、雲量10、視界3000m、気温28度という条件で時雨は左舷4460mに電探反応を認める。まず船団に潜水艦警報を出そうとしたが電話は通じず、時雨は電探射撃を実行すべく、『肉眼で確認した敵潜水艦』を目標として7時3分に面舵転舵。この運動により、時雨の左舷前方に位置していたブラックフィンに絶好の射点を与えることになった。時雨に迫る2本の雷跡を発見した者もいたが、錯覚や連絡不備により艦幹部の判断を変えるには至らなかった。艦長達は、電探で捕捉した艦首方向の敵B潜水艦（ブラックフィン）と、肉眼でとらえたとされる敵A潜水艦を混同していたのである。ブラックフィンは歴戦の駆逐艦である時雨を撃沈するという大戦果をあげる事になった。0704、時雨は左30度に魚雷を発見して面舵回避を開始、この魚雷は艦尾をかすめたという。1分後、4本確認された魚雷のうち魚雷1本が時雨の左舷後部に命中した。急激に傾斜した為、ただちに総員上甲板が下令された。0710に総員退去、艦中央部で前後に分断された時雨は0715に沈没した。三宅によれば、船団最後尾にいた時雨は敵浮上潜水艦攻撃に反転したあと消息をたち、海防艦が後をおいかけると既に沈没していたという。干珠、第13号海防艦は制圧射撃を行ったが効果がなく、0815-0817、北緯05度59分 東経103度48分 / 北緯5.983度 東経103.800度の地点で米潜ベスゴがさらわく丸へ向けて魚雷を発射。魚雷1本がさわらく丸に命中したが、幸い不発だったため沈没の恐れはなかった。干珠はさわらく丸を護衛してシンガポールへ向かい、第13号海防艦、三宅が時雨乗組員の救助にあたった。時雨の沈没地点は北緯06度00分 東経103度45分 / 北緯6.000度 東経103.750度と記録された。時雨の戦没により、白露型駆逐艦10隻全てが戦没した。26日、シンガポール到着直前、さらわく丸はアメリカ陸軍航空軍が航空敷設した磁気探知機雷に触れて損傷する。度重なる損傷で満身創痍になりながらも、さらわく丸は護衛艦3隻と共に同日シンガポールに到着。兵員を降ろした後第101工作部に回航され、修理を受ける。

### 沈没
3月18日、修理が完了したさらわく丸は、重油4,400トン、生ゴム690トン、錫116トンを積み込み、翌19日2AT型戦時標準応急タンカー阿蘇川丸（川崎汽船、6,925トン）、2A型戦時標準貨物船荒尾山丸（三井船舶、6,886トン）、タンカー海興丸（太洋興業、956トン）等とヒ88J船団を編成し、第18号海防艦、第130号海防艦等の護衛を受けて門司を出港。しかし、同日1310、北緯01度28分 東経104度36分 / 北緯1.467度 東経104.600度のシンガポール海峡東口ホースバー灯台北東18km地点付近で右舷船首に触雷する。これは、ヒ87A船団参加時に触雷したものと同じ、アメリカ陸軍航空軍が航空敷設した機雷だった。浸水するさらわく丸は荒尾山丸の曳航でベラキット灯台沖に座礁し、積み荷を他船に積み換えた後防水作業が行われた。しかし、浸水が止まらず、浸水により隔壁を突破されて船尾が着底。21日1130、さらわく丸は左舷に横転して沈没した。沈没地点は北緯01度25分 東経104度36分 / 北緯1.417度 東経104.600度と記録された。
ヒ88J船団はその後サンジャックで輸送船3隻を分離した後、27日に第26号海防艦と第1号海防艦を加えた後、北上中に空襲や米潜の攻撃を受ける。第26号海防艦が時雨を撃沈した米潜ブラックフィンに損傷を与えて撃退するも、船団は全滅した。護衛艦は楡林へ移動するも、第26号海防艦が空襲により被弾損傷し、離脱。残りの護衛艦は香港へ移動してホモ03船団を護衛するも、こちらも船団は全滅した。第26号海防艦は後に修理を受けて本土に移動し、七尾で終戦を迎えた。
さらわく丸の戦没により、1TM型戦時標準タンカーは26隻全てが戦没した。さらわく丸は竣工から485日という短い船歴だったが、1TM型戦時標準タンカーの中では最も長命な船であった。
現在、さらわく丸は水深23mの地点、砂地の海底の上で、上下逆さまの状態で沈んでいる。船首は破損しており、特に触雷した右舷船首が大破している。大破した右舷船首付近には、その残骸と思われる鉄板が転がっている。それ以外の部分は原型をとどめている。

## 姉妹船
- ありあけ丸（石原汽船）
- 国栄丸（日東汽船）
- 山水丸（山下汽船）
- 第二山水丸（山下汽船）
- 瑞鳳丸（飯野海運）
- たらかん丸（三菱汽船）
- 睦栄丸（日東汽船）
- めだん丸（三菱汽船）
- 新潮丸（中外海運）
- 進栄丸（日東汽船）
- 神鳳丸（飯野海運）
- まりふ丸（三菱汽船）
- 栄邦丸（飯野海運）
- 小倉山丸（三井船舶）
- 一宇丸（日本石油）
- 天心丸（日本石油）
- 第二永洋丸（関東タンカー）
- 隆栄丸（日本汽船）
- あさしほ丸（石原汽船）
- あさなぎ丸（石原汽船）
- じゃんび丸（三菱汽船）
- 第三山水丸（山下汽船）
- 雄鳳丸（飯野海運）
- 第二日南丸（飯野海運）
- 萬栄丸（日東汽船）